# Pseudopoecilia festae
Pseudopoecilia festae és una espècie de peix de la família dels pecílids i de l'ordre dels ciprinodontiformes.

## Morfologia
Els mascles poden assolir els 3,5 cm de longitud total i les femelles els 4,5.

## Distribució geogràfica
Es troba a Sud-amèrica: Equador i el Perú.